# Василиск (император)
Фла́вий Васили́ск А́вгуст (греч. Βασιλίσκος, лат. Flavius Basiliscus Augustus) — император Восточной Римской империи (475—476).

## Биография
Василиск был братом Верины, жены императора Льва I, умершего в 474 году. Его отношения с императором позволили ему продолжить военную карьеру, которая, после первоначальных незначительных успехов, завершилась в 468 году, после того как он возглавил византийское вторжение в вандальскую Африку. Эта экспедиция, крупная по масштабам для того времени, привела к поражению, серьезно ослабившему Римскую империю как на Востоке, так и на Западе.

### Правление
В 475 году Василиск отнял императорскую власть у Зенона (Зинона), который бежал, прихватив с собой казну империи. Василиск был вынужден поднять налоги и вернуться к непопулярной в народе практике продажи государственных постов. Кроме того, Василиск настроил против себя многих придворных, включая Верину, которая, по мнению многих историков, пыталась возвести на трон своего любовника (казнённого Василиском вскоре после переворота), что привело к быстрому падению его популярности.
Был низложен после двадцати месяцев царствования, когда Зенон путём интриг и без кровопролития смог снова занять престол в 476 году. Василиск с женой и детьми укрылся в церкви и вышел оттуда после клятвы Зенона о том, что не будет пролита их кровь. Василиск вместе со своим семейством был заключён в одну из крепостей в Каппадокии, где они все умерли голодной смертью (император Зенон сдержал свою клятву и смерть Василиска и его семьи не сопровождалась пролитием крови).
Во время своего царствования Василиск попытался изгнать из города патриарха Акакия, что спровоцировало против него бунт, в котором участвовали и многочисленные константинопольские монахи. Во время городских боёв между восставшими и войсками, верными Василиску, вследствие поджога, сгорела публичная библиотека в Константинополе, насчитывавшая более 120 000 рукописей, сгорели также многие произведения древних мастеров: Венера Книдская, Гера из Сомоса, Афина из Линда и др.
Когда войска бывшего императора Зенона без сопротивления вошли в Константинополь, Василиск был свергнут и искал с семьёй спасения в храме, однако Акакий выдал его, когда Зенон пообещал не казнить их. Впрочем, сосланные в Лимны в Каппадокии, Василиск с близкими были либо обезглавлены, либо оставлены умирать от голода.

### Характеристика
Василиск был человек свирепый и некультурный, был ума тяжёлого и легко предавался обманщикам. Жадность его к деньгам была непомерной, он не брезговал их брать от лиц, которые отправляют самые низкие ремёсла. Когда он стал императором, то взыскание налогов всех заставило проливать слёзы.